# Agostino Guerrieri
Agostino Guerrieri (Milano o Genova, 1630 circa – 1684 circa) è stato un compositore e violinista italiano del periodo barocco.

## Biografia
Agostino Guerrieri nacque a Milano verso il 1630 da una famiglia benestante.
Prima del 1650 fu cantore presso la cappella musicale del Duomo di Milano ed allievo di Antonio Maria Turati, direttore della stessa cappella. Successivamente operò a lungo a Genova, dove ricoprì anche la carica di maestro di cappella presso il Duomo. Nel 1673 pubblicò a Genova le Sonate di violino a 1, 2, 3 e 4 per chiesa e anco aggionta per camera, Op. 1 e nel 1676 invece pubblicò le Partite sopra Ruggiero.

Guerrieri morì dopo 1684.